# Списак уметничких покрета
За хронолошки преглед погледати Уметнички периоди
Ово је списак покрета у уметности. Коришћење ових термина помаже у периодизацији и изучавању уметности. Неким покретима називе су дали уметници, њихови чланови, док су другима имена дата након више деценија или векова. 
|  |  |  |  |  |  |  |  |  |  |  |  |  |  |  |  |  |  |  |  |  |  |  |  |  |  |  |  |  |  |

## А
- Апстрактна уметност
- Апстрактни експресионизам
- Академизам
- Акционо сликарство
- Ампир
- Аналитичко сликарство
- Антиреализам
- Арабеска
- Арт деко
- Арт Нуво
- Арте повера
- Артефакторија
- Артс енд крафтс

## Б
- Барбизонска школа
- Барок
- Баухаус

## Г
- Геометријска апстрактна уметност
- Графити
- Гутаи група

## Д
- Дадаизам
- Дунавска школа
- Дау-ал-Сет
- Де Стијл
- Деконструктивизам
- Декаденција

## Е
- Експресионизам
- En plein air
- Ешкан школа

## И
- Импресионизам
- Институционална критика
- Интернационална готика
- Интернационални типографски стил

## Ј
- Јелинизам

## К
- Конструктивизам
- Класични реализам
- Концептуална уметност
- Кубизам

## Л
- Летеризам
- Лирска апстракција
- Лико уметност
- Луминаризам

## М
- Магијски реализам
- Маниризам
- Метафизичко сликарство
- Минимализам
- Модернизам
- Маснадреализам
- Модуларни конструктивизам
- Мингеи

## Н
- Наби
- Надреализам
- Наивна уметност
- Неокласицизам
- Неодадаизам
- Неоекспресионизам
- Неопримитивизам
- Нови објективизам
- Нова фигурација
- Неоимпресионизам
- Нови реализам
- Неоготика
- Неопластицизам
- Необарок
- Нубизам

## О
- Оп арт
- Орфизам

## П
- Плурализам
- Поп арт
- Постимпресионизам
- Постмодернизам
- Пуризам
- Примитивизам
- Поп надреализам
- Поинтилизам
- Прецисионизам

## Р
- Рајонизам
- Рококо
- Реализам
- Ренесанса
- Романтизам
- Ренесансни класицизам
- Ремодернизам

## С
- Самикшавад
- Сигнализам
- Симболизам
- Синхронизам
- Слободна фигурација
- Социјалистички реализам
- Сошаку ханга
- Стукцизам
- Супрематизам

## Т
- Ташизам

## У
- Укијо-е
- Уметност обојених поља
- Улична уметност

## Ф
- Фантастични реализам
- Фовизам
- Фигуративна уметност
- Флуксус
- Футуризам
- Фотореализам

## Х
- Харлемска ренесанса
- Хипермодернизам
- Хуманистички аскетизам
- Хиперреализам

## Ш
- Шин ханга